# Čibčské jazyky
Čibčské jazyky, též Čibčanské jazyky, jsou rodinou jazyků, kterými mluví domorodí obyvatelé Střední Americe a v Kolumbii. Tato jazyková rodina má své jméno po vymřelém jazyce čibča, kterým se hovořilo v dnešní Bogotě, před španělskou conquistou. Dříve se uvažovalo, že tyto jazyky mají svůj původ v Kolumbii, v současnosti se jazykovědci spíše kloní k názoru, že geneze těchto jazyků začíná v Kostarice a Panamě.

## Rozdělení
Následuje řazení podle kostarického lingvisty Adolfa Constenla Umaña:
Severní skupina
- pech - (syn. paya, taya, tawka, seco) severní a centrální Honduras

Votická subskupina (pojmenována po vyhynulém kmeni Votů ze severu Kostariky)
- rama - jihovýchodní Nikaragua
- voto - Kostarika, vymřelý
- maleku - (syn. guatuso) severní a centrální Kostarika
- corobicí - severozápadní Kostarika, vymřelý

Magdalenská subskupina
- čibča - (muisca, mosca) Kolumbie, vymřelá
- tunebo - (u'wa) Kolumbie
- damana - (wiwa, guamaca, guamaka, malayo, arsario, marocacero, marocasero, maracaserro, sancá, sanja, sanka, huihua) Kolumbie
- kankuamo - (atanquez, atanques) Kolumbie, vymřelý
- ijca - (arhuaco, aruaco, bintuk, bíntukua, bintucua, ica, ijka, ika, ike, bíntucua, bintuk, bíntukua, pebu) Kolumbie
- kogui - (coghui, cagaba, cogui, kogi, kaggaba, kagaba) Kolumbie

Jihovýchodní skupina
- jazyk bari - (motilón, motilone, dobocubi), Kolumbie a Venezuela
- chimila - (ette taara, caca weranos, shimizya), Kolumbie

Následující jazyky mohou být příbuzné čibčským jazykům:
- jazyk cueva - Panama, vymřelý
- Zenú (Sinú) - severní Kolumbie
- jazyk cofán (kofán, kofane, a'i) - Ekvádor a Kolumbie
- yanomam - Venezuela a Brazílie
- Paez  (nasa yuwe) - Kolumbie